# Área metropolitana de Florencia, Prato y Pistoia
El área metropolitana de Florencia, Prato y Pistoia es una región urbana situada en la zona central de Italia formada por las provincias de Florencia, Prato y Pistoia, todas ellas pertenecientes a la región de Toscana. El área metropolitana de Florencia, Prato y Pistoia fue establecida el 29 de marzo de 2000 por medio de una resolución del Consejo Regional de la Toscana.
Está compuesta por un total de 73 municipios y se extiende en una superficie total de 4.844 kilómetros cuadrados, comprendiendo una población de 1.506.908 habitantes, con una densidad de 311 hab/km². Su centro económico, administrativo y ciudad más poblada es Florencia. Prato es la segunda ciudad más poblada del área metropolitana, con 185.091 habitantes.